# Макаровский (Чернышковский район)
Макаровский — хутор в Чернышковском районе Волгоградской области Российской Федерации. Входит в состав Красноярского сельского поселения.

## География
Хутор Макаровский расположен в 12 км на северо-восток по автомобильной дороге федерального значения А260 от центра сельского поселения — посёлка Красноярского.

## История
В XIX веке хутор входил в границы округа Второй Донской войска Донского.

## Население
| 2010 |
| ---- |
| 112  |

## Современное положение
В Макаровском имеется начальная школа — филиал Красноярской средней школы. Жилищный фонд представлен индивидуальными домами с приусадебными участками, дома газифицированы.